# Umberto Carvalho dos Santos
Umberto Carvalho Dos Santos (Genk, 7 mei 1994) is een Belgisch-Portugees-Italiaans voetballer die uitkomt voor KSK Hasselt.

## Biografie
Als vijfjarig jongetje begon hij zijn voetbalcarrière bij Park FC Houthalen. Een jaar later ruilde Umberto Park FC reeds in voor de jeugdopleiding van KRC Genk. Daarnaast was hij vanaf de U15 tot en met de U18 jeugdinternational. Na elf seizoenen verliet hij KRC Genk voor een nieuwe uitdaging. Hij tekende een contract voor 2 seizoenen bij RSC Anderlecht. Aan het begin van het seizoen '14-'15 maakte hij de overstap naar de toenmalige tweedeklasser met stamnummer 1: Antwerp FC. Hij maakte zijn debuut op 13/08/2014 tegen Oud-Heverlee-Leuven.
Op 01/07/2015 tekende hij een tweejarig contract bij Lommel United.

## Statistieken
| Seizoen        | Club           | Competitie             | Competitie | Competitie | Play-offs | Play-offs | Beker | Beker | Totaal | Totaal |
| Seizoen        | Club           | Competitie             | Wed.       | Dlp.       | Wed.      | Dlp.      | Wed.  | Dlp.  | Wed.   | Dlp.   |
| -------------- | -------------- | ---------------------- | ---------- | ---------- | --------- | --------- | ----- | ----- | ------ | ------ |
| 2012-2013      | RSC Anderlecht | Jupiler Pro League     | 0          | 0          | 0         | 0         | 0     | 0     | 0      | 0      |
| 2013-2014      | RSC Anderlecht | Jupiler Pro League     | 0          | 0          | 0         | 0         | 0     | 0     | 0      | 0      |
| 2014-2015      | Antwerp FC     | Tweede klasse          | 22         | 0          | 0         | 0         | 2     | 0     | 24     | 0      |
| 2015-2016      | Lommel United  | Tweede klasse          | 19         | 0          | 0         | 0         | 2     | 0     | 21     | 0      |
| 2016-2017      | Lommel United  | Tweede klasse          | 0          | 0          | 0         | 0         | 0     | 0     | 0      | 0      |
| 2017-2018      | KS Hasselt     | Eerste klasse amateurs | 26         | 2          | 0         | 0         | 0     | 0     | 26     | 2      |
| Carrièretotaal | Carrièretotaal | Carrièretotaal         | 67         | 2          | 0         | 0         | 4     | 0     | 71     | 2      |